# Полоса отвода железных дорог
Полоса́ отво́да желе́зных доро́г — земельные участки, прилегающие к железнодорожным путям, земельные участки, занятые железнодорожными путями или предназначенные для размещения таких путей, а также земельные участки, занятые или предназначенные для размещения железнодорожных станций, водоотводных и укрепительных устройств, защитных полос лесов вдоль железнодорожных путей, линий связи, устройств электроснабжения, производственных и иных зданий, строений, сооружений, устройств и других объектов железнодорожного транспорта.

## Порядок установления и использования полос отвода в Российской Федерации
Размеры земельных участков полосы отвода, определяются проектно-сметной документацией, согласованной в порядке, установленном земельным законодательством Российской Федерации. Порядок установления и использования полос отвода определяется Правительством Российской Федерации.
Земельные участки (их части) полосы отвода железных дорог, не занятые объектами железнодорожного транспорта и объектами, предназначенными для обеспечения безопасности движения и эксплуатации железнодорожного транспорта, могут использоваться в соответствии с законодательством Российской Федерации для сельскохозяйственного производства, оказания услуг пассажирам, складирования грузов, устройства погрузочно-разгрузочных площадок, сооружения прирельсовых складов (за исключением складов горюче-смазочных материалов и автозаправочных станций любых типов, а также складов, предназначенных для хранения опасных веществ и материалов) и иных целей при условии соблюдения требований безопасности движения, установленных федеральными законами.